# Condado de Armañac

Escudo de los condes de Armagnac: león rampante de gules sobre fondo de argenta.

El Condado de Armagnac fue una jurisdicción medieval gascona, cuyo nombre proviene de un jefe militar franco establecido en la región durante el siglo V.
Obtuvo su reconocimiento como tal en el siglo IX cuando tras la muerte en 926 de García II, duque de Gascuña, su hijo Guillermo I heredó el título de Conde de Fézensac y Armagnac y este a su vez repartió al morir sus territorios, dejando Armagnac a su segundo hijo Bernard le Louche (Bernardo I de Armagnac).
En 1140, el territorio del antiguo condado de Fézensac se reunifica en la figura del conde Géraud III d'Armagnac tras la muerte sin descendencia de Astanove II, último conde de Fézensac. A partir de ese momento las dos casas continuarán unidas con el único nombre de Condado de Armagnac.
El primer linaje de condes de Armagnac se extingue a la muerte de Géraud IV en 1215, pasando el título y las tierras a la familia Lomagne (descendientes de una hija de Géraud III).
La casa de Armagnac jugará un rol importante en la resistencia frente a las pretensiones del Príncipe Negro, buscando la revocación del Tratado de Brétigny y la reconquista de Aquitania por Carlos V de Francia. Juan I de Armagnac junto con Arnaud-Amanieu de Albret serán los abanderados en el Parlamento de la oposición de los señores gascones a las decisiones del Príncipe Negro.
Tiempo después los condes de Armagnac verían como su título era anexionado a la Corona y devuelto en varias ocasiones (en tiempos de Juan V y Carlos IV). Hasta que en 1607 lo hiciera de forma definitiva en la persona del rey Enrique IV de Francia, nieto de Enrique II de Navarra y Margarita de Angulema (casada en primeras nupcias con Carlos IV de Alençon, conde de Armagnac).

## Lista de los Condes de Armagnac
- Guillermo I 920-960
- Bernardo I 960-1000
- Guerau I Trancalleó 1000-1020
- Bernardo II Tumapaler 1020-1063
- Guerau II 1063-1095
- Arnau Bernat 1072-1080
- Bernardo III 1095-1110
- Guerau III 1110-1160
- Bernardo IV 1160-1188
- Guerau IV Trancalleó 1188-1215
- Guerau V 1215-1219
- Pierre Gerard 1219-1241
- Bernardo V 1241-1245
- Mascarosa I 1245-1249
- Arnau Odón 1245-1256 (Vizconde Arnau III de Lomagne)
- Mascarosa II 1249-1256
- Guerau VI 1256-1285
- Bernardo VI 1285-1319
- Juan I 1319-1373 (conde de Rodés)
- Juan II el Desigual 1373-1384
- Juan III 1384-1391
- Bernardo VII 1391-1418
- Juan IV 1418-1450
- Juan V 1450-1455
- Corona francesa 1455-1461
- Juan V 1461-1470
- A la corona 1470-1471
- Juan V 1471-1472
- A la corona 1472
- Juan V 1472-1473
- A la corona 1473
- Señor de Beaujeu 1473
- Carlos 1473-1481 (Vizconde de Fesezaguet)
- En manos del rey 1481-1497
- A la corona 1491
- Alan I d'Albret 1491-1522
- Enrique I de Armañac 1522-1555 (II de Navarra)
- Juana de Albret 1555-1572 (III de Navarra)
- Enrique II 1572-1589 (Enrique III de Navarra, Enrique IV de Francia)
- A la Corona francesa 1589